# 蕨市
蕨市（わらびし）は、埼玉県の南東部に位置する市。人口は約7万5千人。日本の全市町村の中で最も人口密度が高く、成人式発祥の地としても知られる。

## 概要
全国の市の中で最も面積が狭く(区町村を含めると8位)、最も広い高山市の約426分の1となっている。人口密度は全国の市町村で最も高いが、東京23区全体（15,982 人/km²）より高くはなく、市区町村では15番目である（2025年7月1日現在）。2000年代前半時には東京都区部より高い時期もあった。地方自治体に関する日本一の一覧#面積も参照。
市域のほぼ全域が市街地で主に住宅地からなるが、江戸時代には蕨宿が置かれ、中山道の宿場町として非常に栄えていた。この地で1946年（昭和21年）から開催されている『青年祭』が現在全国各地で行われている成人式の基礎になった。また、蕨宿時代において、中山道沿いには旅籠や機織り職人が多く居住していたため、昭和26年（1951年）以降、旧暦の7月7日（8月7日）を含む休日には、「蕨機まつり」が開かれる。
日本の市町村を五十音順に並べると順番が最後になる市町村である。1954年（昭和29年）7月31日までは山形県飽海郡に存在した蕨岡村（現・遊佐町）が最後であった。
蕨市は比較的に家賃が安い、交通の便などが良いなどの理由から外国人居住者が増えており、近隣の川口市と同様にして、クルド系トルコ人や中国本土の中国人などが居住している。トルコ系クルド人などからは「ワラビスタン」と呼ばれることがある。
2024年には、JR京浜東北線蕨駅西口の再開発が着工された。2027年7月の竣工を目指して工事が行われている。

## 地理
埼玉県の「中央地域」と呼ばれる県南東部京浜東北線沿線地域の市の一つ。北をさいたま市、西を戸田市、東を川口市に接する。市域は荒川低地に属し、平均海抜4.8メートル。おおむね平坦で、大きな山や川などはない。土地利用は主に住宅地や商業施設からなる。
蕨駅は川口市に近接する市東部に存在し、この周辺が蕨市街である。蕨駅東口の繁華街は川口市域と一体化する形で市街地が形成されている。

### 河川
- 緑川

### 隣接している自治体・行政区
- さいたま市（南区）
- 川口市
- 戸田市

## 歴史

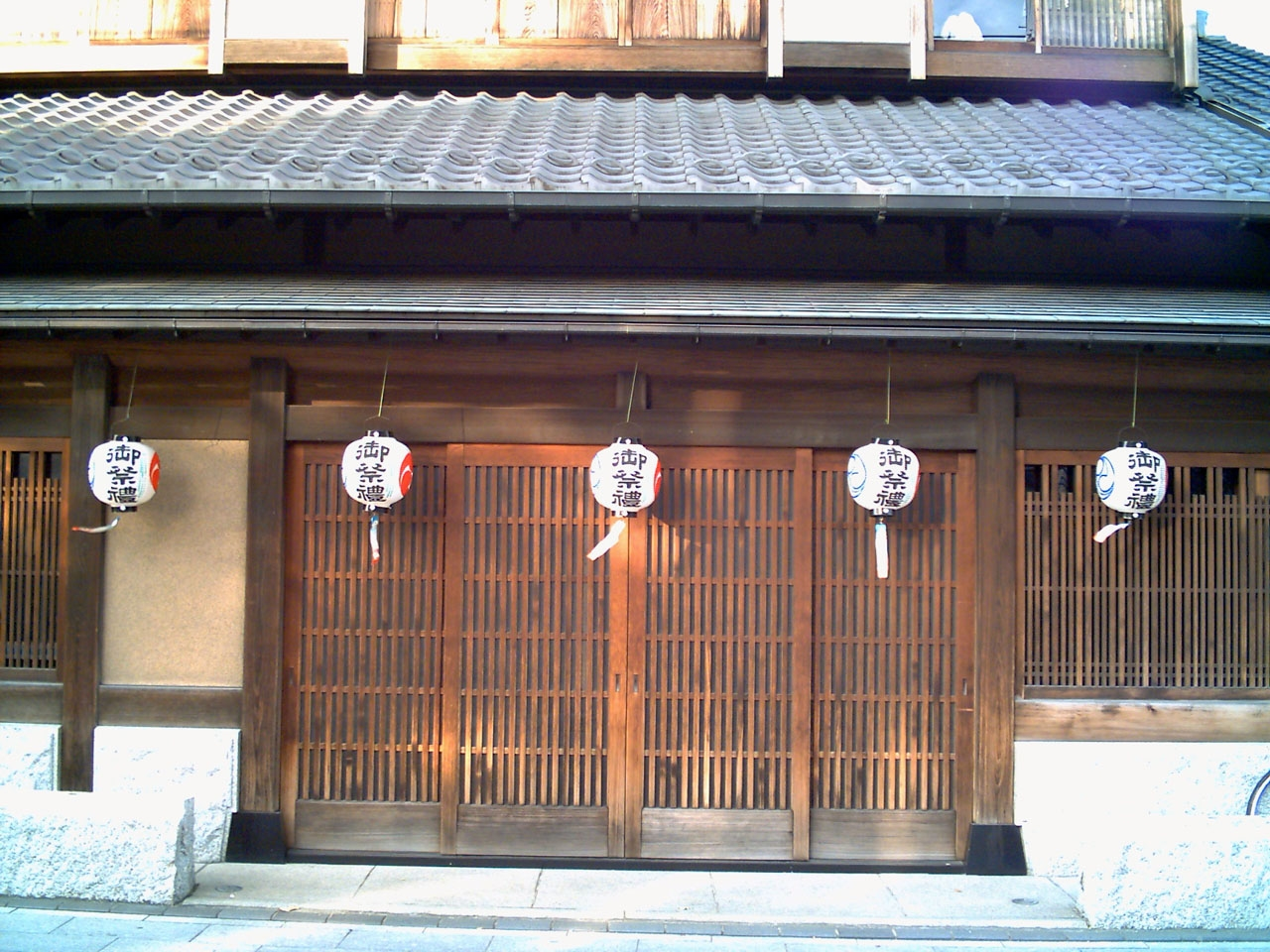
中山道蕨宿

「蕨（わらび）」という地名がいつごろ生じたのかは不明であるが、文献上の初出は1352年8月17日（観応3年6月29日）付の「賀上家文献」で、「蕨郷上下」と記されている。蕨市役所付近には古来の日本住宅など多く残されており、旧中山道沿いに栄えた当時を偲ばせる建物も多い。
第二次世界大戦後は中小の工場が立ち並び繁栄した。一方で、工場の排煙などによる大気汚染も深刻化し、1970年には日本鋳鉄管の工場の排気装置が故障、そのまま工場を稼働し続けたため住民約100人がのどの痛みを訴えるなどの被害も出た。
2000年代に入ると市内にクルド人のコミュニティが生まれ、川口市とともに数百人規模となった。背景には以前から工場などに勤める外国人労働者が多い土地柄で、外国人への偏見が他地区に比べると少ないという土地柄があったことも一つと見られている。

### 市町村合併
1889年（明治22年）に蕨町として発足して以来、一度も市町村合併を経験していない。（境界変更はある。）同じ中山道沿いの都市である浦和市（現さいたま市）などとの合併構想が度々浮上していたものの実現していなかった。平成の大合併では川口市、旧鳩ヶ谷市との新設合併協議（武南市構想）が実施され、新市庁舎の位置や合併予定期日も決定していた。しかし、川口市が合併協議会で可決された「武南市」の市名に反発し、法定合併協議会から離脱、協議会は解散した。
- 上蕨村と下蕨村を合して蕨宿を称した。
- 1869年（明治2年）1月28日 (旧暦) - 武蔵知県事・宮原忠治の管轄区域をもって、大宮県が発足する（県庁は日本橋馬喰町）。
- 1869年（明治2年）9月29日 (旧暦) - 県庁が浦和に移転し、大宮県から浦和県に名称を変更する。
- 1871年（明治4年）11月14日 (旧暦) - 浦和県、忍県及び岩槻県が合併して、埼玉県が発足する。
- 1879年（明治12年） - 足立郡の区域をもって行政区画としての北足立郡が発足する。郡役所は浦和宿に設置。
- 1889年（明治22年）4月1日[3] - 町村制の施行により、蕨宿及び塚越村の区域をもって、北足立郡蕨町が発足する。
- 1959年（昭和34年）4月1日 - 市制施行して、蕨市となる。埼玉県内で23番目に市制施行となり、現在に至る。
- 1962年（昭和37年） - 浦和市議会が、大宮市・与野市・川口市・蕨市での五市合併を呼びかけ。
- 2002年（平成14年） - 川口市・蕨市・鳩ヶ谷市で合併協議会を設置。
- 2004年（平成16年） - 新市名が武南市に決定するも、協議会解散。

### 地名の由来
蕨という名前は歴史が古く地名の由来は文献にも残されていないが、諸説伝わっているうちの主に2つの説が有力とされている。
- 源義経が立ちのぼる煙を見て「藁火村」と名付けた、または在原業平が藁をたいてもてなしをうけたところから「藁火」と命名したという「藁火」説。
- 慈鎮和尚の「武蔵野の草葉にまさるわらびをげにむらさきの塵かとぞみる」の歌をもって名付けた、または近隣の戸田市や川口市にもある地名の青木、笹目、美女木などの植物にならって命名したという「蕨」説。

## 人口
| |                                      |  |
| 蕨市と全国の年齢別人口分布（2005年） | 蕨市の年齢・男女別人口分布（2005年） |  |
| ■紫色 ― 蕨市 ■緑色 ― 日本全国 | ■青色 ― 男性 ■赤色 ― 女性            |  |
| 蕨市（に相当する地域）の人口の推移 \| 1970年（昭和45年） \| 77,225人 \| \| \| 1975年（昭和50年） \| 76,311人 \| \| \| 1980年（昭和55年） \| 70,876人 \| \| \| 1985年（昭和60年） \| 70,408人 \| \| \| 1990年（平成2年） \| 73,620人 \| \| \| 1995年（平成7年） \| 72,021人 \| \| \| 2000年（平成12年） \| 71,063人 \| \| \| 2005年（平成17年） \| 70,010人 \| \| \| 2010年（平成22年） \| 71,495人 \| \| \| 2015年（平成27年） \| 72,260人 \| \| \| 2020年（令和2年） \| 74,283人 \| \| |                                      |  |
| 総務省統計局 国勢調査より |                                      |  |
| 1970年（昭和45年） | 77,225人                             |  |
| 1975年（昭和50年） | 76,311人                             |  |
| 1980年（昭和55年） | 70,876人                             |  |
| 1985年（昭和60年） | 70,408人                             |  |
| 1990年（平成2年） | 73,620人                             |  |
| 1995年（平成7年） | 72,021人                             |  |
| 2000年（平成12年） | 71,063人                             |  |
| 2005年（平成17年） | 70,010人                             |  |
| 2010年（平成22年） | 71,495人                             |  |
| 2015年（平成27年） | 72,260人                             |  |
| 2020年（令和2年） | 74,283人                             |  |

- 人口密度：15,053人/km² （2018年（平成30年）6月1日）
- 古くから、中小の町工場が軒を連ねている事から、外国人労働者が多く、外国人への偏見が少ない土地柄と言われる。特に中東の民族問題や戦争から逃れたイラン人やクルド人が多く、彼らが知人や家族を呼び寄せ、第二の故郷として、蕨市を「ワラビスタン」と呼ぶ[12]。また、最近では中国人居住者の比率が、埼玉県で最も高い地域になっている[13]。

## 行政
- 市長：賴髙英雄（2007年6月6日就任、5期目）

### 歴代市長
- 初代：高橋庄次郎（たかはし しょうじろう）（1959年4月 - 6月）
- 2代：岡田徳輔（おかだ とくすけ）（1959年6月 - 1963年6月）
- 3代：広田達雄（ひろた たつお）（1963年6月 - 1967年6月）
- 4代：金子吉衛（かねこ きちえい）（1967年6月 - 1975年6月）
- 5代：田中啓一（たなか けいいち）（1975年6月 - 2007年6月）
- 6代：賴髙英雄（よりたか ひでお、正しくは賴髙）（2007年6月 - ）

### 市役所庁舎
2023年（令和5年）10月10日に蕨市役所新庁舎が全面開庁した。

### 広域行政
一部事務組合
- 戸田ボートレース企業団（川口市、戸田市とともに戸田競艇開催関連の事務を行っている）
- 蕨戸田衛生センター組合（戸田市とともにごみ処理及びし尿処理を行っている）

協議会
- 埼玉県南4市まちづくり協議会：川口市、草加市、戸田市とともに、4市で共通する広域的な行政課題の連絡調整、図書館の相互利用、災害時における避難場所の相互利用、健康づくりをテーマとした各種のスポーツ交歓大会等の各種事業を開催している。また、政令指定都市を想定した取り組みも実施している。

## 議会

### 衆議院
- 埼玉15区（さいたま市（桜区、南区）、川口市の一部、蕨市、戸田市）
- 任期：2021年10月31日 - 2025年10月30日
- 投票日：2021年10月31日
- 当日有権者数：422,917人
- 投票率：53.65％

| 当落 | 候補者名   | 年齢 | 所属党派     | 新旧別 | 得票数    | 重複 |
| ---- | ---------- | ---- | ------------ | ------ | --------- | ---- |
| 当   | 田中良生   | 57   | 自由民主党   | 前     | 102,023票 | ○    |
|      | 高木錬太郎 | 49   | 立憲民主党   | 前     | 71,958票  | ○    |
| 比当 | 沢田良     | 42   | 日本維新の会 | 新     | 48,434票  | ○    |

## 姉妹都市・提携都市

### 姉妹都市
- エルドラド郡（アメリカ合衆国カリフォルニア州） - 1975年3月26日、姉妹都市提携

### 友好都市
- リンデン市（ドイツ連邦共和国ヘッセン州） - 1979年1月、蕨・独リンデン市民交流協会発足

## 地域

### 現行行政町名
蕨市では、全域で住居表示に関する法律に基づく住居表示が実施されている。
| 町名       | 町名の読み   | 町の区域新設年月日 | 住居表示実施年月日 | 住居表示実施前の町名等                  | 備考 |
| ---------- | ------------ | ------------------ | ------------------ | --------------------------------------- | ---- |
| 錦町一丁目 | にしきちょう | 1966年10月1日      | 1966年10月1日      | 大字蕨の一部                            |      |
| 錦町二丁目 | にしきちょう | 1966年10月1日      | 1966年10月1日      | 大字蕨の一部                            |      |
| 錦町三丁目 | にしきちょう | 1966年10月1日      | 1966年10月1日      | 大字蕨の一部                            |      |
| 錦町四丁目 | にしきちょう | 1966年10月1日      | 1966年10月1日      | 大字蕨の一部                            |      |
| 錦町五丁目 | にしきちょう | 1966年10月1日      | 1966年10月1日      | 大字蕨の一部                            |      |
| 錦町六丁目 | にしきちょう | 1966年10月1日      | 1966年10月1日      | 大字蕨の一部                            |      |
| 北町一丁目 | きたまち     | 1966年10月1日      | 1966年10月1日      | 大字蕨の一部                            |      |
| 北町二丁目 | きたまち     | 1966年10月1日      | 1966年10月1日      | 大字蕨の一部                            |      |
| 北町三丁目 | きたまち     | 1966年10月1日      | 1966年10月1日      | 大字蕨の一部                            |      |
| 北町四丁目 | きたまち     | 1966年10月1日      | 1966年10月1日      | 大字蕨の一部                            |      |
| 北町五丁目 | きたまち     | 1966年10月1日      | 1966年10月1日      | 大字蕨の一部                            |      |
| 中央一丁目 | ちゅうおう   | 1966年10月1日      | 1966年10月1日      | 大字蕨、大字塚越の各一部                |      |
| 中央二丁目 | ちゅうおう   | 1966年10月1日      | 1966年10月1日      | 大字蕨、大字塚越の各一部                |      |
| 中央三丁目 | ちゅうおう   | 1966年10月1日      | 1966年10月1日      | 大字蕨の一部                            |      |
| 中央四丁目 | ちゅうおう   | 1966年10月1日      | 1966年10月1日      | 大字蕨の一部                            |      |
| 中央五丁目 | ちゅうおう   | 1966年10月1日      | 1966年10月1日      | 大字蕨の一部                            |      |
| 中央六丁目 | ちゅうおう   | 1966年10月1日      | 1966年10月1日      | 大字蕨の一部                            |      |
| 中央七丁目 | ちゅうおう   | 1966年10月1日      | 1966年10月1日      | 大字蕨の一部                            |      |
| 南町一丁目 | みなみちょう | 1966年10月1日      | 1966年10月1日      | 大字塚越、大字蕨の各一部                |      |
| 南町二丁目 | みなみちょう | 1966年10月1日      | 1966年10月1日      | 大字塚越、大字蕨の各一部                |      |
| 南町三丁目 | みなみちょう | 1966年10月1日      | 1966年10月1日      | 丁張町1の全部と大字塚越、大字蕨の各一部 |      |
| 南町四丁目 | みなみちょう | 1966年10月1日      | 1966年10月1日      | 大字蕨の一部                            |      |
| 塚越一丁目 | つかごし     | 1966年10月1日      | 1966年10月1日      | 塚越末広町の一部                        |      |
| 塚越二丁目 | つかごし     | 1966年10月1日      | 1966年10月1日      | 塚越末広町の一部                        |      |
| 塚越三丁目 | つかごし     | 1966年10月1日      | 1966年10月1日      | 東町1、東町2の各一部                    |      |
| 塚越四丁目 | つかごし     | 1966年10月1日      | 1966年10月1日      | 東町3の全部                             |      |
| 塚越五丁目 | つかごし     | 1966年10月1日      | 1966年10月1日      | 丁張町2の全部と東町1、東町2の各一部     |      |
| 塚越六丁目 | つかごし     | 1966年10月1日      | 1966年10月1日      | 東町1、東町2の各一部                    |      |
| 塚越七丁目 | つかごし     | 1966年10月1日      | 1966年10月1日      | 丁張町3の全部                           |      |

### 旧町名・大字
住居表示実施以前は下記のような町・大字があった（括弧内は現在の町名）。
- 大字塚越（中央一丁目・二丁目、南町一丁目 - 三丁目）
- 大字蕨（中央一丁目 - 七丁目、錦町一丁目 - 六丁目、北町一丁目 - 五丁目、南町一丁目 - 四丁目）
- 塚越末広町（塚越一丁目・二丁目） - 1958年（昭和33年）に大字蕨、大字塚越の各一部より新設。
- 東町一丁目（塚越三丁目・六丁目） - 1964年（昭和39年）に大字塚越の一部より新設。
- 東町二丁目（塚越三丁目・五丁目・六丁目・七丁目） - 1964年（昭和39年）に大字塚越の一部より新設。
- 東町三丁目（塚越四丁目） - 1964年（昭和39年）に大字塚越の一部より新設。
- 丁張町一丁目（南町三丁目） - 1964年（昭和39年）6月10日に大字蕨、大字仁志町の各一部より新設。
- 丁張町二丁目（塚越五丁目） - 1964年（昭和39年）5月1日に大字塚越、大字仁志町の各一部より新設。
- 丁張町三丁目（塚越七丁目）

大字蕨および大字塚越は範囲が広いため、通称の町名を使用していた。現在も町会名・バス停名に残るものもある。
- 郷町
- 旭町
- 上町
- 御殿町
- 須賀町
- 大門町
- 土橋町
- 仲町
- 仲上町
- 春日町（1959年（昭和34年）に法華田町から改称）
- 水深町
- 下蕨町
- 三和町
- 塚越本町
- 塚越東町
- 塚越西町
- 塚越忠町
- 塚越西仲町

その他町名には残っていないものもあるが、以下の耕作地名があった。
- 蕨宿 - 前谷（まいや）、松原、赤田、鍛治作、新兵ェ（しんべ）、下高野（しもごや）、宮田、助縄（すけなわ）、仁中歩（にちぶ）、金山、穂保作（ほぼさく）、荒井前（あらいめ）
- 塚越村 - 仁中歩、大荒田、丁張

### 公共施設

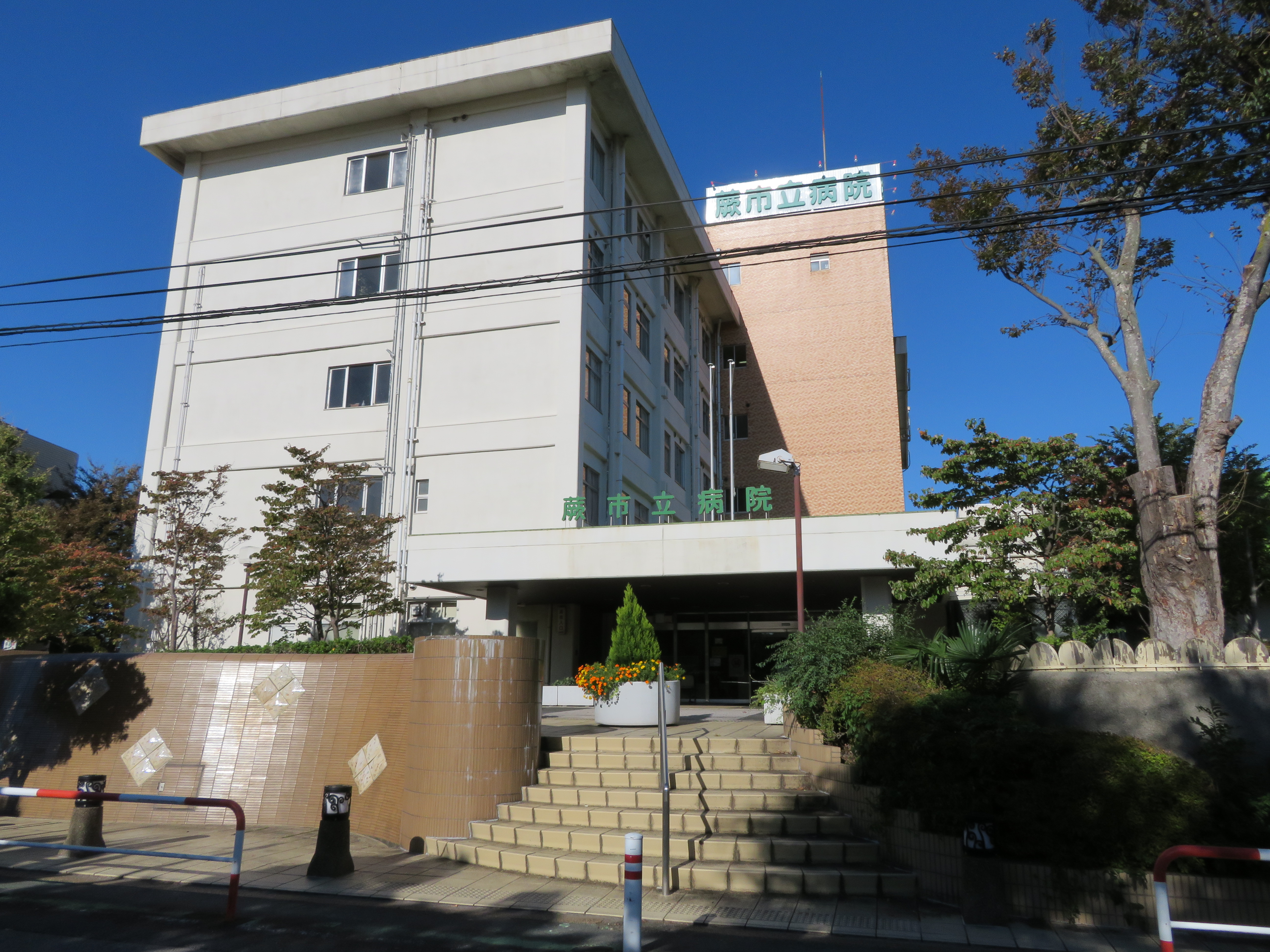
蕨市立病院

- 市民体育館
- 蕨市立図書館
- 中央プール
- 塚越プール
- 交流プラザさくら

- 保健センター
- 市民会館
- 勤労青少年ホーム
- 中央公民館
- 東公民館

- 南公民館
- 北町公民館
- 西公民館
- 下蕨公民館
- 旭町公民館
- 文化ホールくるる

- 歴史民俗資料館
- 学校給食センター
- 蕨市立病院
- 蕨市水道部中央浄水場
- 塚越浄水場
- 富士見公園事務所
- 大荒田交通公園事務所

### 消防
- 蕨市消防本部・消防署
  - 塚越分署
- 蕨市消防団

### 警察
- 蕨警察署（蕨市と戸田市を管轄）
  - 北町交番
  - 蕨駅東口交番
  - 蕨駅西口交番
  - 南町交番

### 郵政
郵便番号は、市内全域が「335-00xx」である。
- 03051 蕨郵便局 - 1893年設置、風景印配備局。当市域に加え戸田市域も集配する。
- 03134 蕨駅前郵便局 - 1935年設置、1974年7月15日現位置へ移転。
- 03207 蕨南町郵便局 - 1943年蕨三和町局として設置、1968年5月1日現局名へ改称。
- 03295 蕨塚越郵便局 - 1965年3月1日設置。
- 03337 蕨中央七郵便局 - 1967年7月16日設置。
- 03472 蕨錦町郵便局 - 1977年3月16日設置。

### 教育
小学校
- 蕨市立中央小学校
- 蕨市立中央東小学校
- 蕨市立東小学校
- 蕨市立西小学校
- 蕨市立南小学校
- 蕨市立北小学校
- 蕨市立塚越小学校

中学校
- 蕨市立第一中学校
- 蕨市立第二中学校
- 蕨市立東中学校
- 武南中学校（※中高併設）

高等学校
- 埼玉県立蕨高等学校
- 武南高等学校（※中高併設）

## 市の象徴
- 市の木（ケヤキ）
ニレ科・ケヤキ属。落葉高木で、街路樹などで立派な緑を作っている。市制20年を記念して、1979年11月3日に制定された。
- 市の花（サツキ）
ツツジ科・ツツジ属。花が陰暦五月に咲くため「皐月」と呼ばれている。市制20年を記念して、1979年11月3日に制定された。
- 市の草花（ニチニチソウ）
キョウチクトウ科。日々、次々と新しい花が咲くところから「ニチニチソウ」と呼ばれている。市制30年を記念して、1989年11月3日に制定された。
- 市のマスコット（ワラビー） - 市制施行30周年
1989年の市制施行30周年を記念して小型でかわいらしく元気に跳ねて未来へ羽ばたく蕨市の願いを込め、また「わらび」と「ワラビー」の発音が似ていることから蕨市のマスコットキャラクターに制定された。
- 市のマスコット（エンジェルわらぶー） - 市制施行50周年
2009年の市制施行50周年を記念し、いつまでも市民が安全に幸福に暮らせることを願いながら、ヨーロッパでは繁栄の象徴である子豚をマスコットとして当市のマスコットキャラクターに制定された。デザインはTHE ALFEEの高見沢俊彦が行った[15]。

## 交通
市東部を京浜東北線が北西から南東に斜めに縦断、市西部では国道17号が線路の1kmほど西方を平行して走っている。
また、「コンパクトシティわらび」を将来ビジョンとしており、市の面積が小さいことから、病院、公園、図書館、公民館等への市内各地からのアクセスが非常に良好である。ほとんどの生活に必要な施設へは、徒歩で向かうことが出来る。

### 鉄道
東日本旅客鉄道（JR東日本）
 京浜東北線
- 蕨駅

このほか、京浜東北線と並行して宇都宮線・高崎線・湘南新宿ラインが通っているが、市内に停車駅はない。
地域によっては川口市の西川口駅や戸田市の埼京線戸田駅、北戸田駅が最寄り駅となる。

### バス
- 国際興業バス
- 蕨市コミュニティバス『ぷらっとわらび』
- 川口市コミュニティバス『みんななかまバス』（運行主体は川口市だが、一部区間は蕨市内にも乗り入れている）

### タクシー
タクシーの営業区域は県南中央交通圏で、川口市・さいたま市・鴻巣市・上尾市・戸田市などと同じエリアとなっている。

### 道路
一般国道
- 国道17号

県道
- 主要地方道
  - 埼玉県道79号朝霞蕨線
- 一般県道
  - 埼玉県道110号川口蕨線
  - 埼玉県道111号蕨鳩ヶ谷線
  - 埼玉県道117号蕨停車場線
  - 埼玉県道235号大間木蕨線（蕨市内では蕨鳩ヶ谷線と重複している）
  - 埼玉県道236号新倉蕨線

## 経済
主な商業施設

シティタワー蕨

- イオンタウン蕨·····マックスバリュを核とした商業施設。
- ビバモール蕨錦町·····イトーヨーカドー錦町店跡地に開店。スーパービバホームやヤオコーを核とした、40のテナントが入居する商業施設。
- 東武ストア 蕨店

- 蕨駅・西口の商店街
- 蕨駅東口・東武ストア等
- ビバモール蕨錦町
- ビバモール蕨錦町・館内

金融機関
- 三井住友銀行わらび支店
- 埼玉りそな銀行蕨支店
- 埼玉りそな銀行蕨東支店
- 武蔵野銀行蕨支店
- 川口信用金庫蕨支店
- 青木信用金庫蕨支店
- 城北信用金庫蕨支店
- 瀧野川信用金庫蕨支店
- さいたま農業協同組合蕨支店

本社を置く企業
- 沖コムテック
- 沖ソフトウェア
- ツツミ
- マイクロエース
- オプトエレクトロニクス
- 鎌倉光機
- 蕨ケーブルビジョン
- DNPデータテクノ
- パルシステム埼玉

高層建築物
- シティタワー蕨(地上30階建)
- 蕨駅西口再開発事業A棟(地上29階建)
- 蕨駅西口再開発事業B棟(地上27階建)

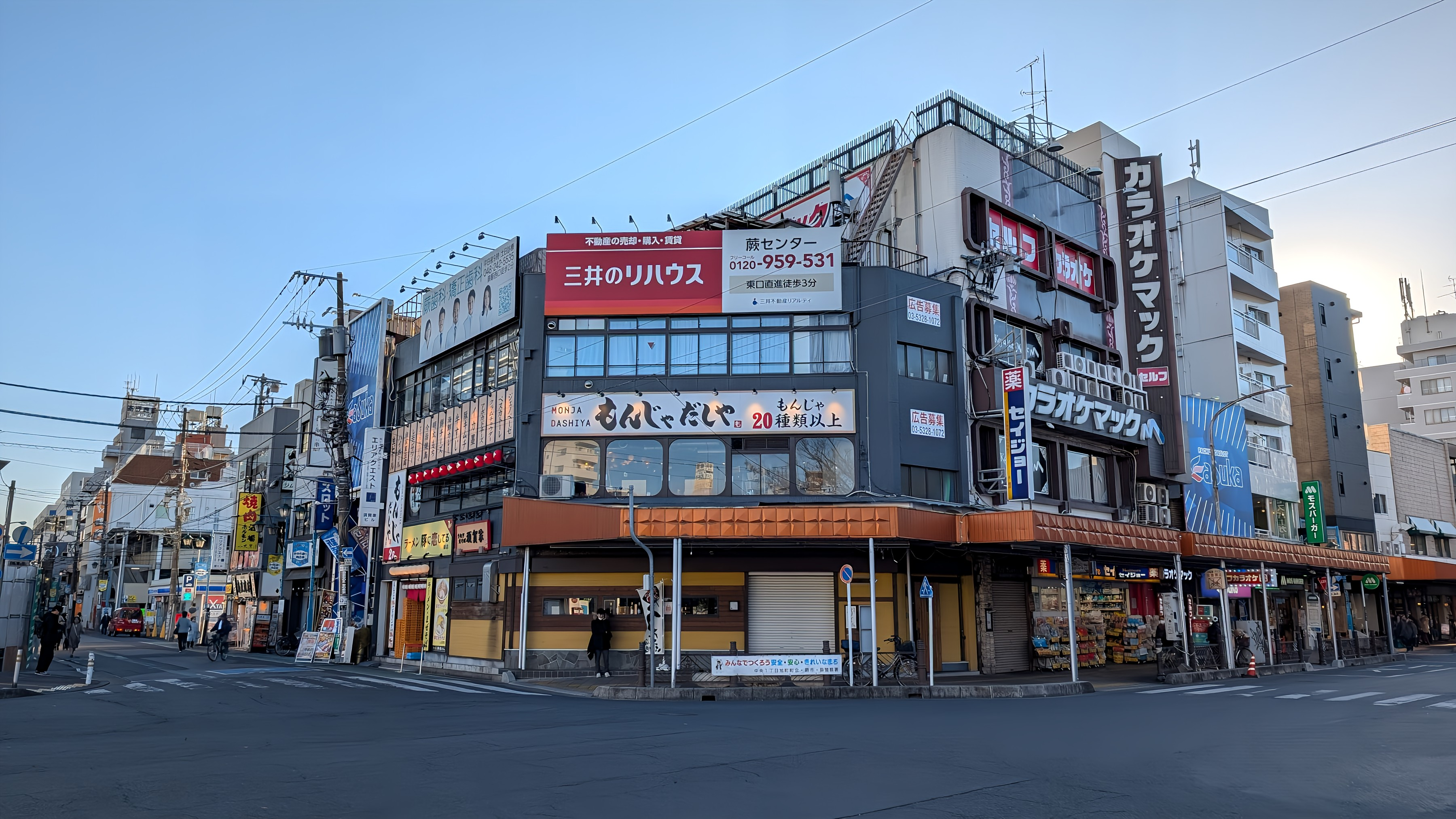
蕨駅・西口の商店街
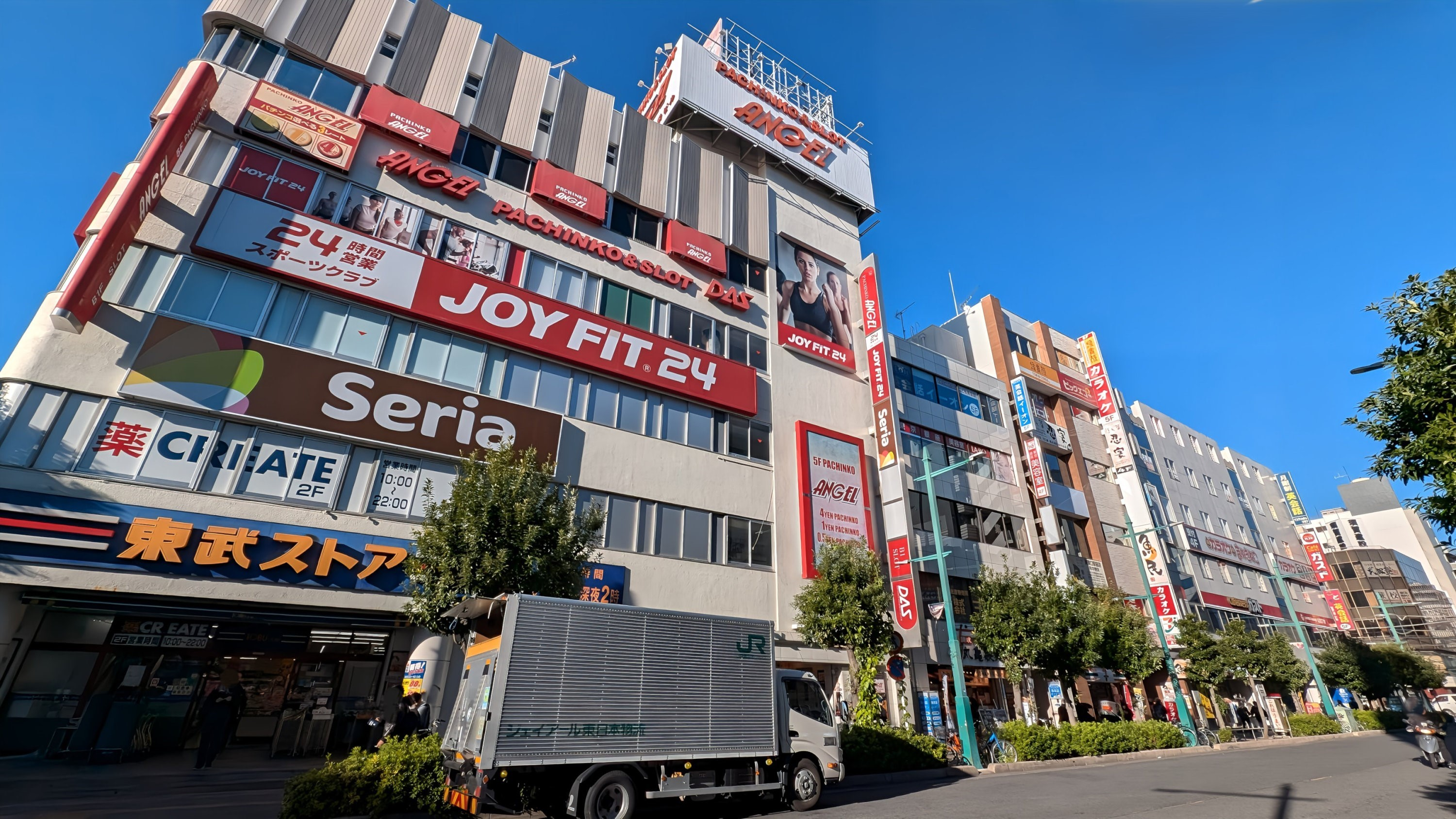
蕨駅東口・東武ストア等
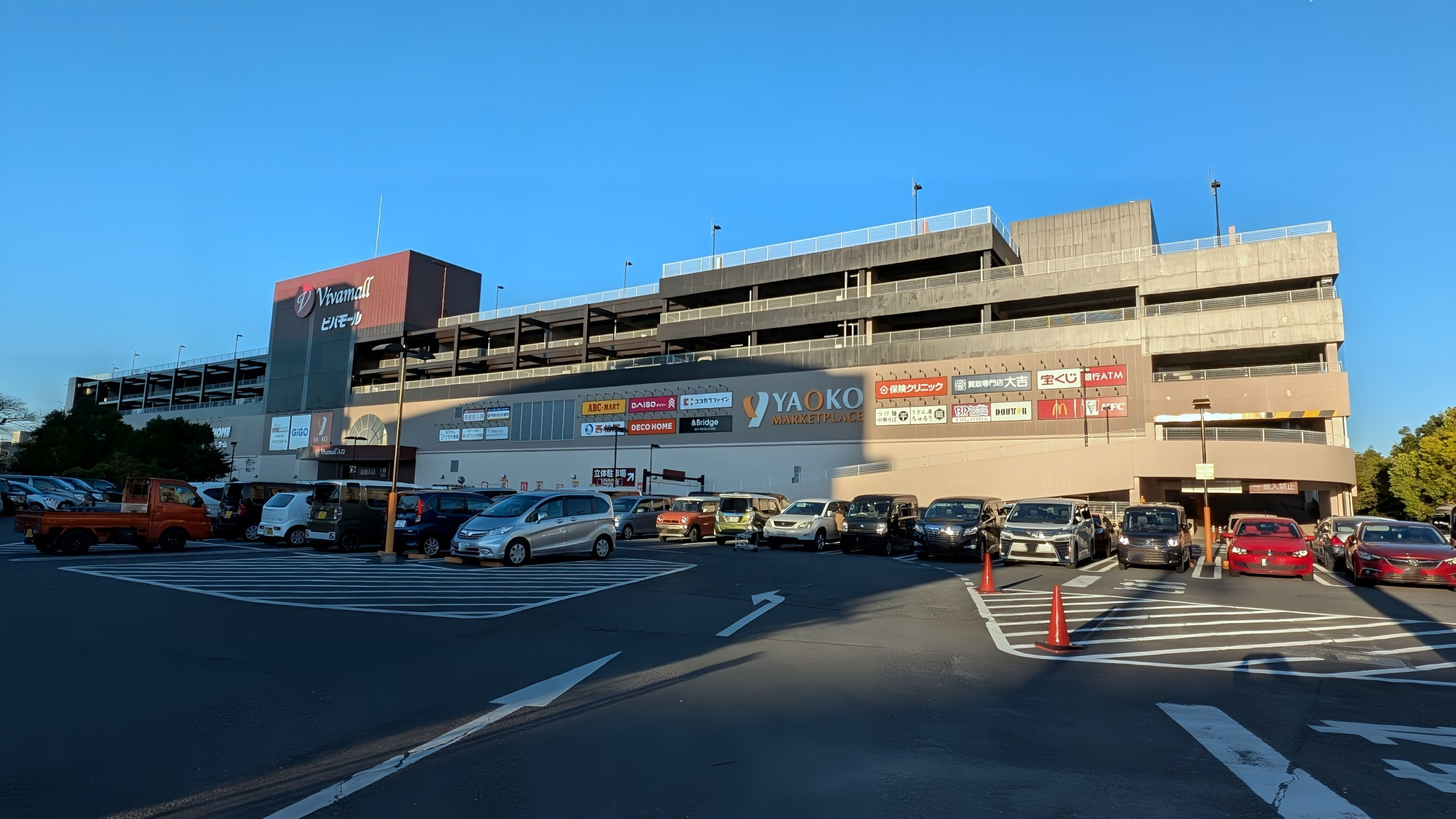
ビバモール蕨錦町
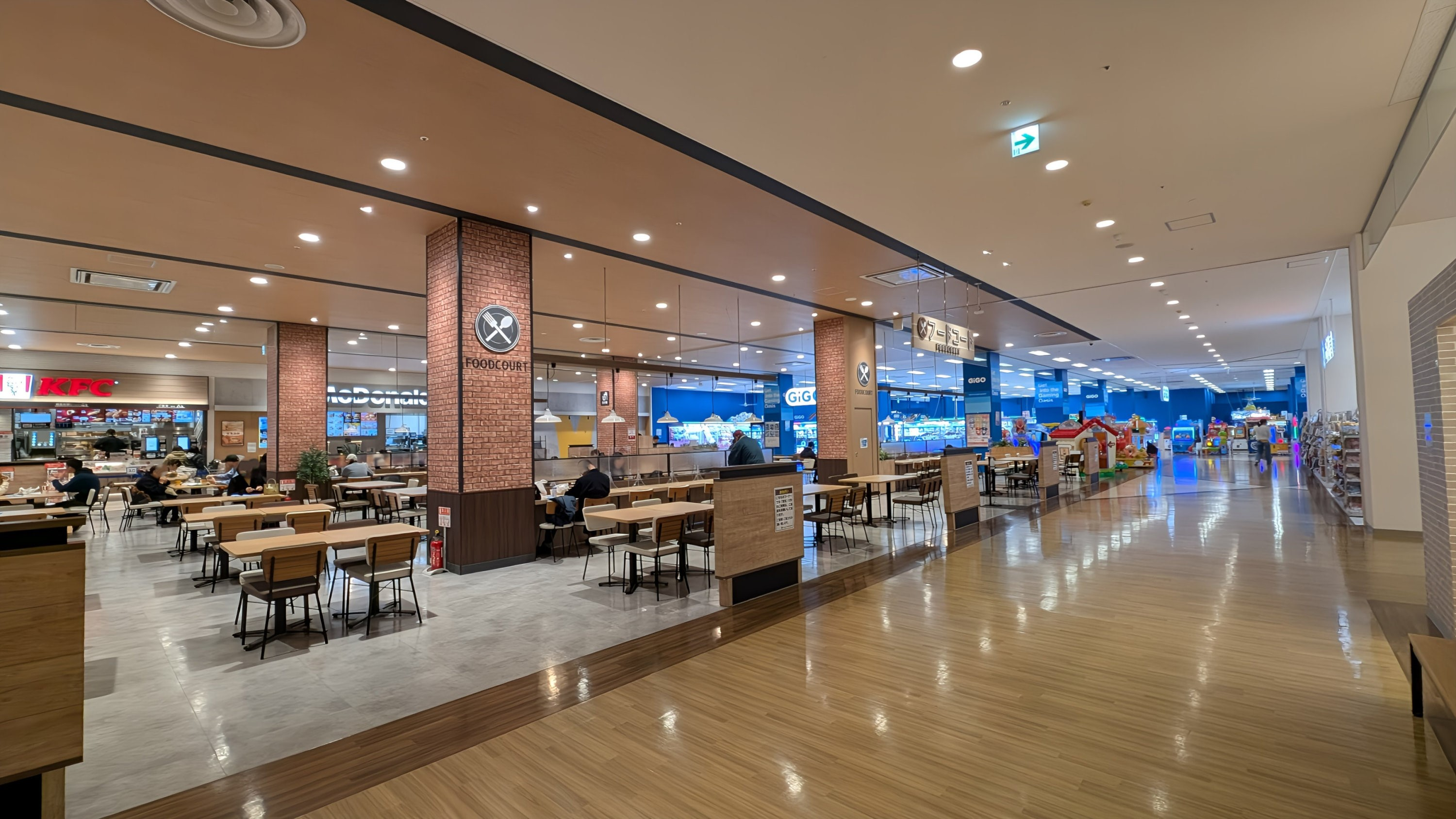
ビバモール蕨錦町・館内

なお、蕨駅西口再開発事業は2027年完成予定。

## 観光

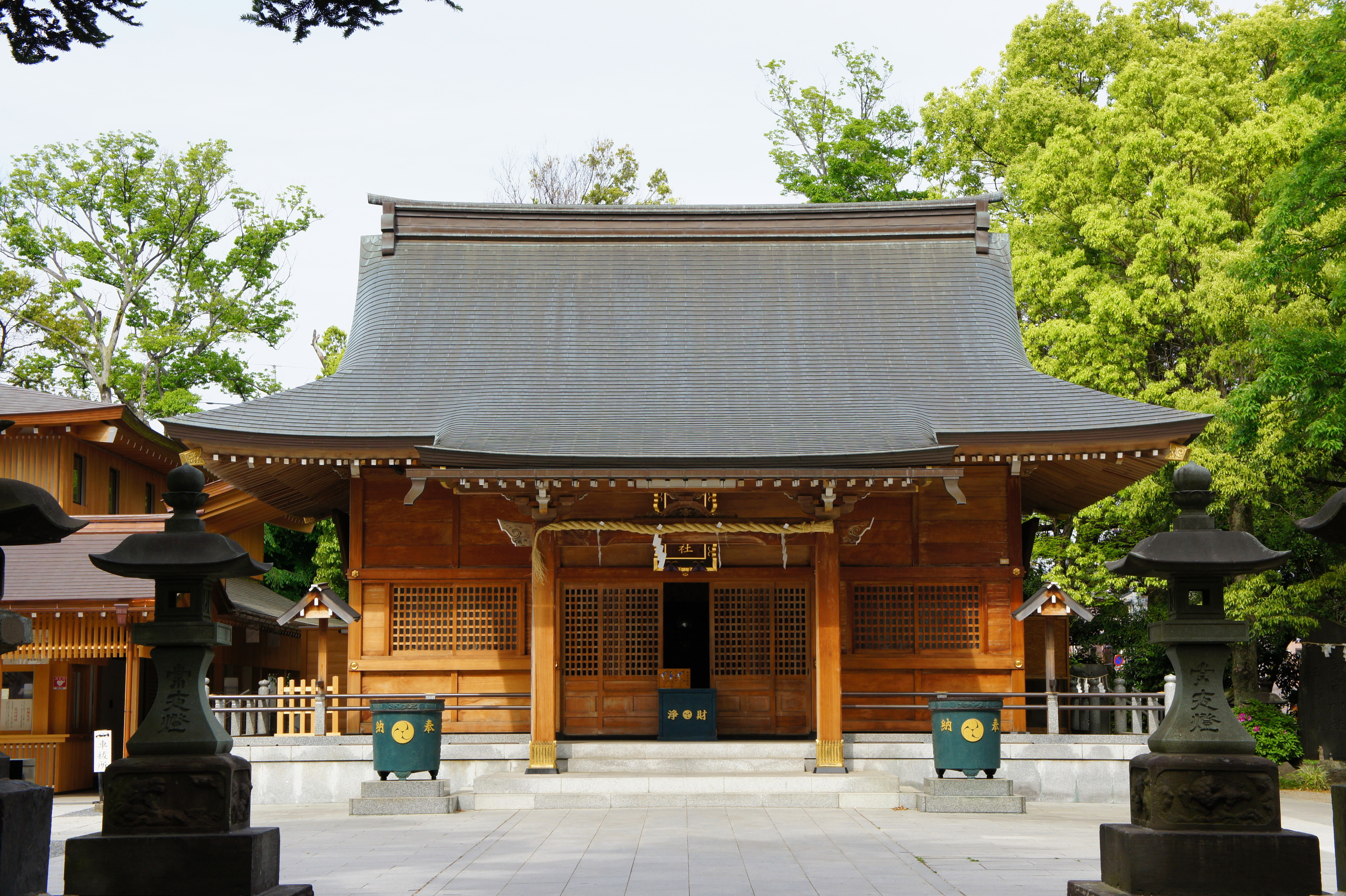
和樂備神社

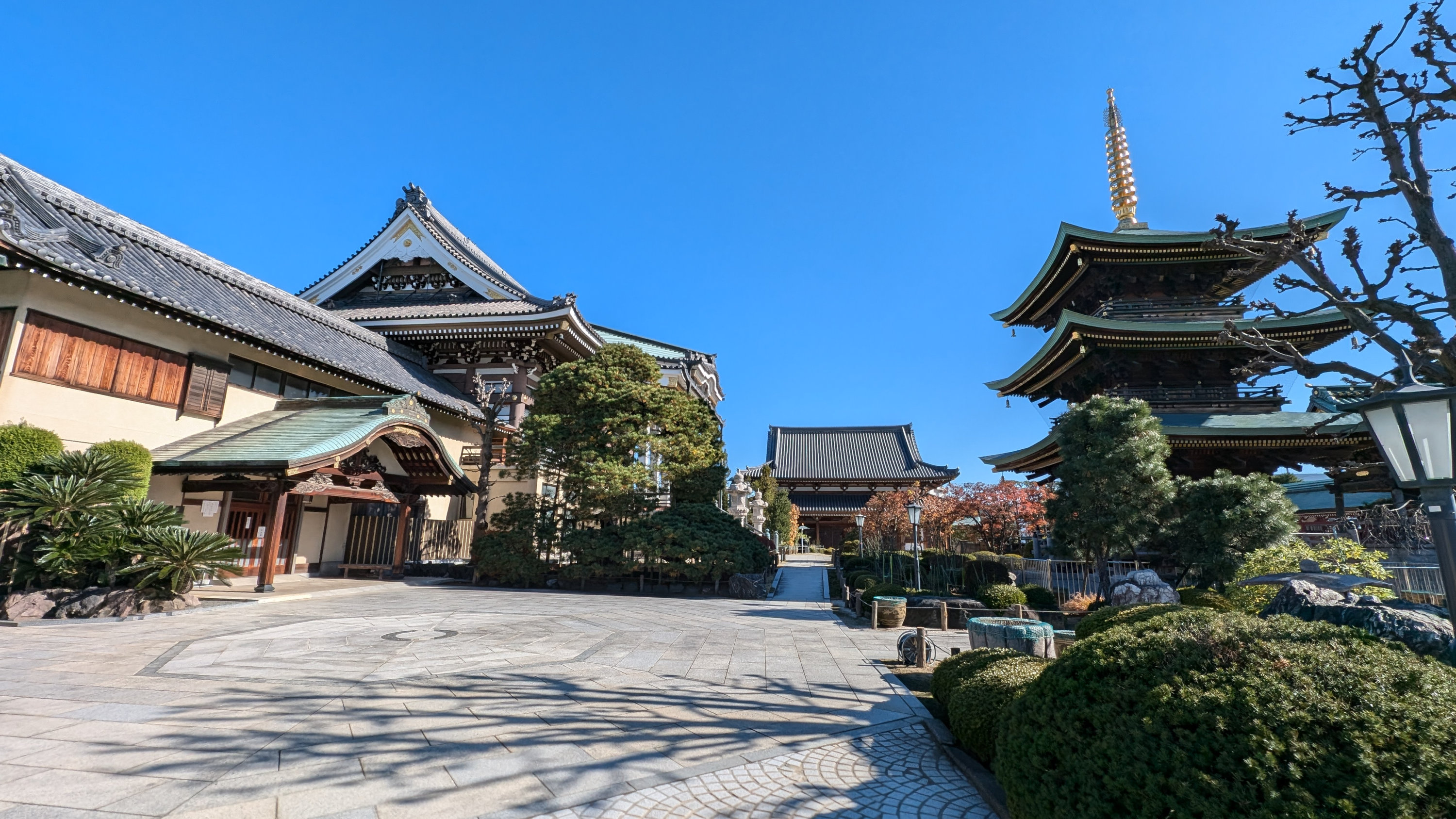
金亀山極楽寺三学院

### 美術館
- 河鍋暁斎記念美術館 - 幕末から明治時代にかけて活躍した絵師・河鍋暁斎の個人美術館である。

### 文化財
旧跡
- 蕨城跡 - 南北朝時代に渋川氏が築城する。渋川氏が衰亡すると後北条氏の城となり、江戸時代には城は廃されて将軍家の鷹狩御殿が置かれる。
- 金亀山極楽寺(こんきさんごくらくじ)三学院～施設内に数多くの文化財を所有

蕨市指定文化財
- 和樂備神社 - 木造八幡騎馬像などが蕨市指定文化財に指定されている[17]。

※その他は蕨市指定文化財一覧を参照。

### 蕨市の観光推進事業
蕨市では中山道通り約1キロを歴史的景観道路として整備を進めてきた。
地区内には、江戸後期から昭和初期の古い建物10が点在しており、これから建てられる建築物は、「中仙道蕨宿まちなみ協定」の主旨に従い黒系統の日本瓦屋根とし、外壁等についても、茶又は無彩色を採用し一階部分に庇等も設けるなどして、中山道らしさを演出しまちなみの統一を図つている。市では住宅の立て替えについて平成7年4月1日から民間に対して助成を開始した。
「中仙道蕨宿まちなみ協定」に基づき、敷地境界線から3階までの建物は、1.2メートル以上壁面後退し、同4階以上の部分については、4.8メートル以上後退させ、壁面後退部分には、自然石舗装や植栽等を行うように指導を図っている。

歴史的景観道路(中山道)の整備

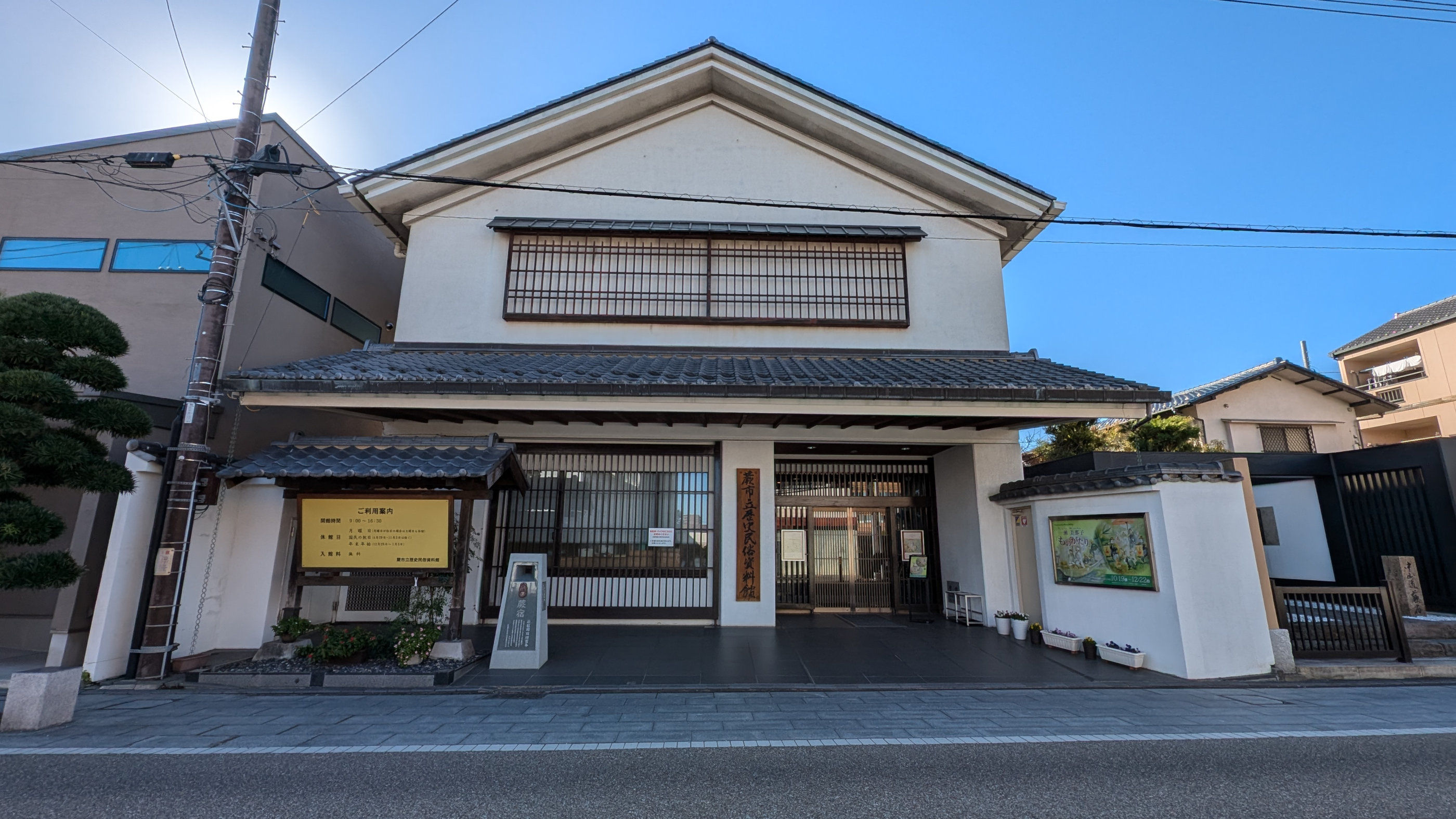
蕨市立歴史民俗資料館
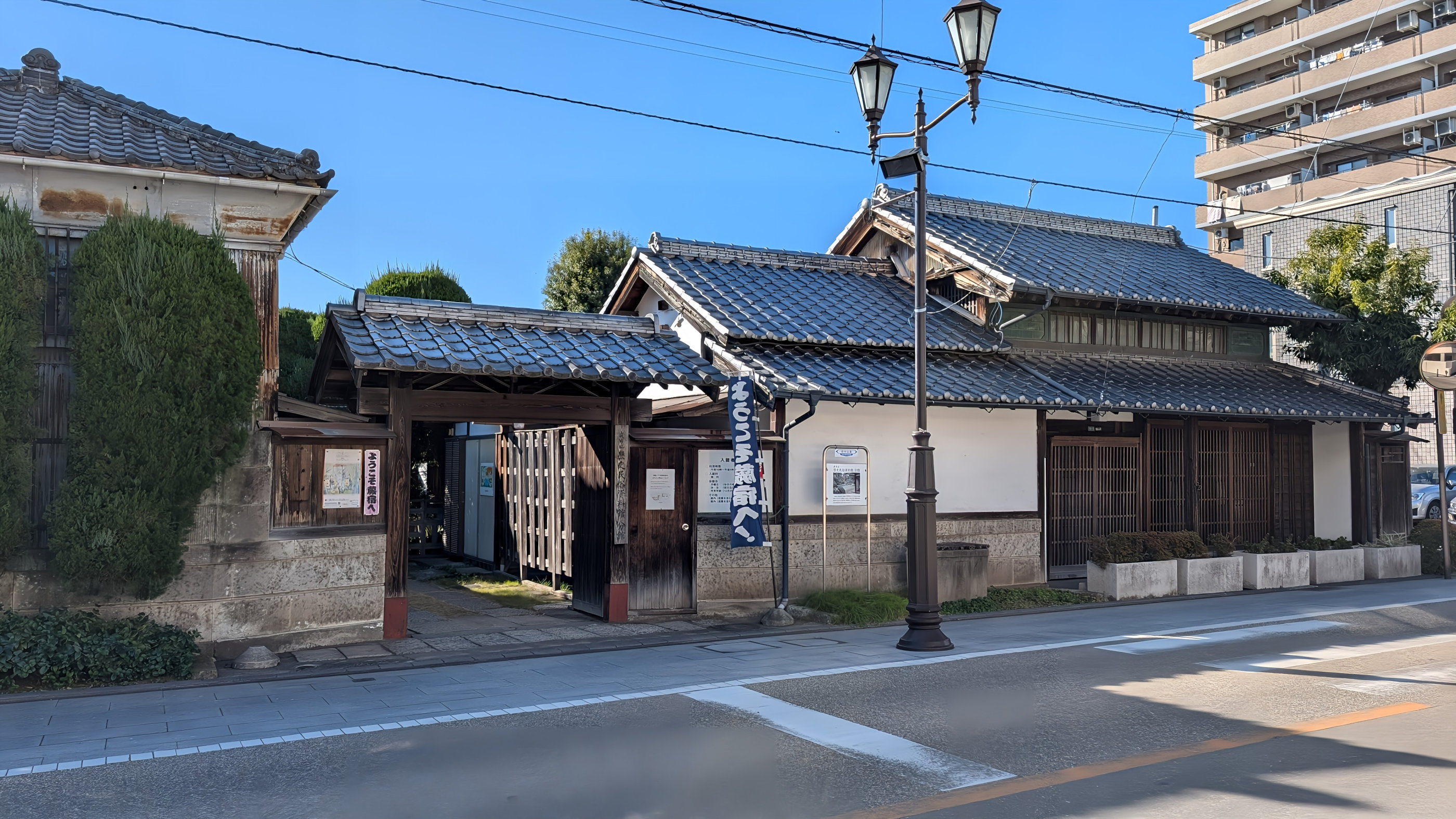
蕨市立歴史民俗資料館分館
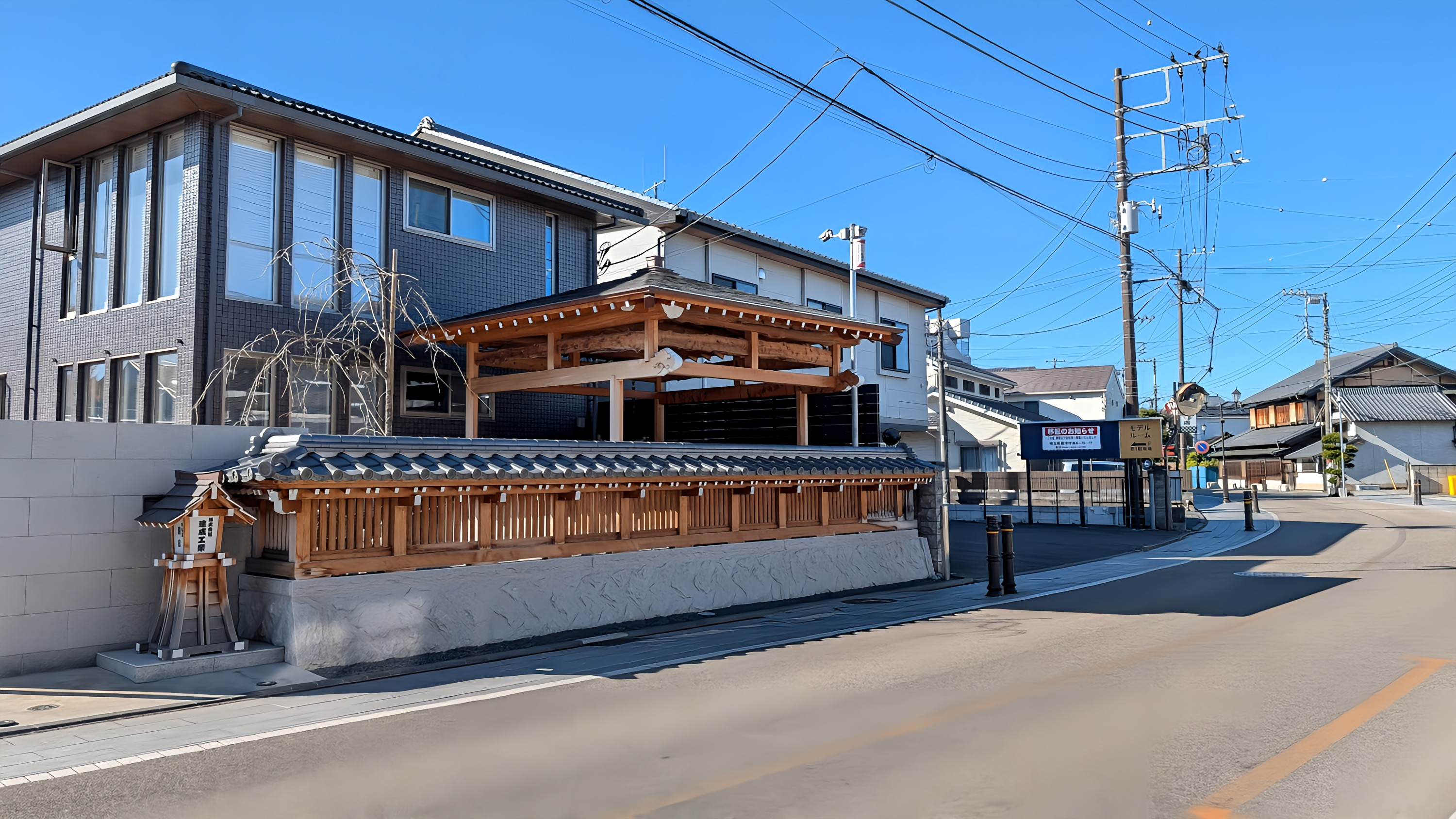
景観配慮のデザイン(建成工業)
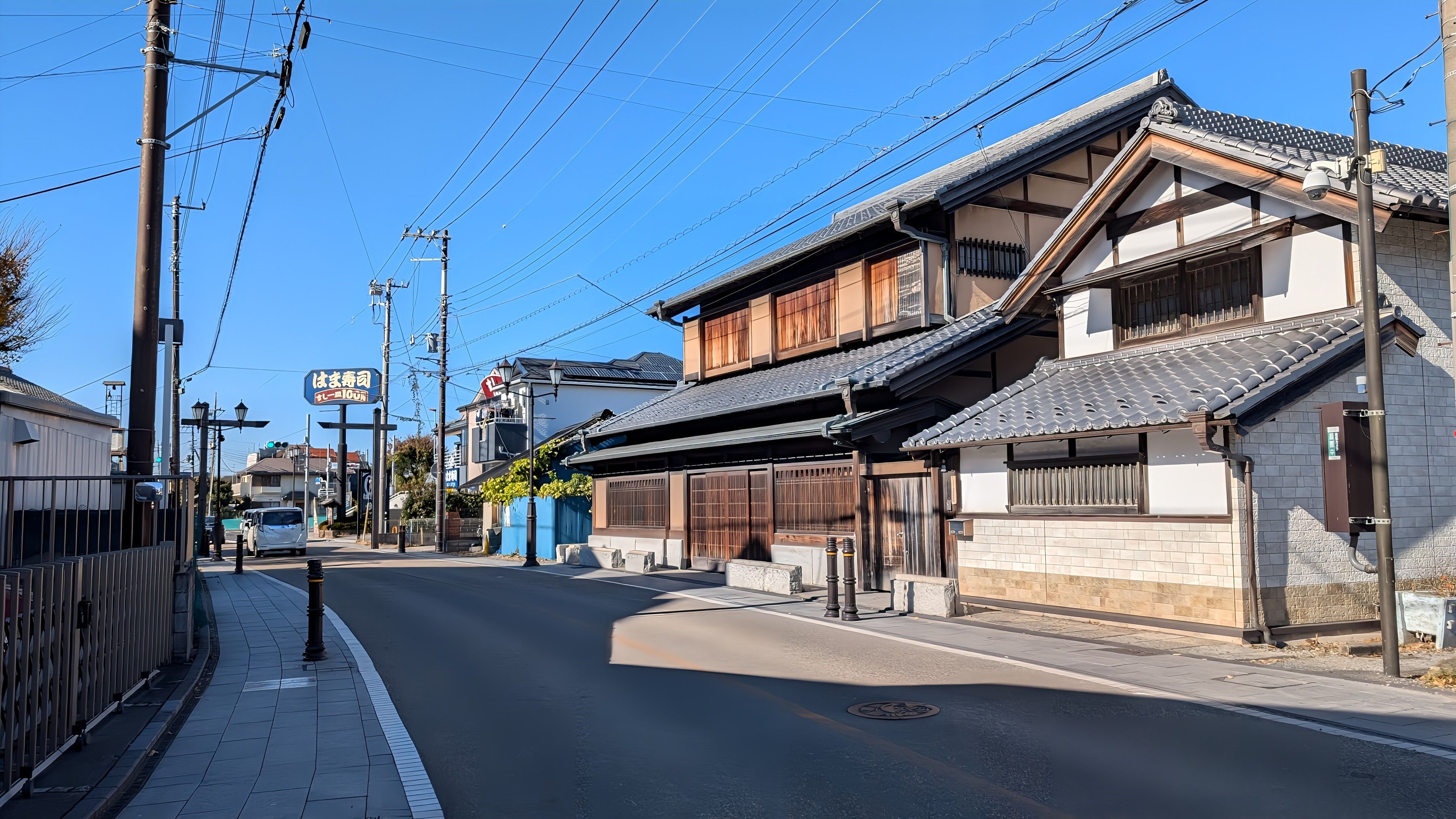
中山道の景観整備

### 祭・イベント

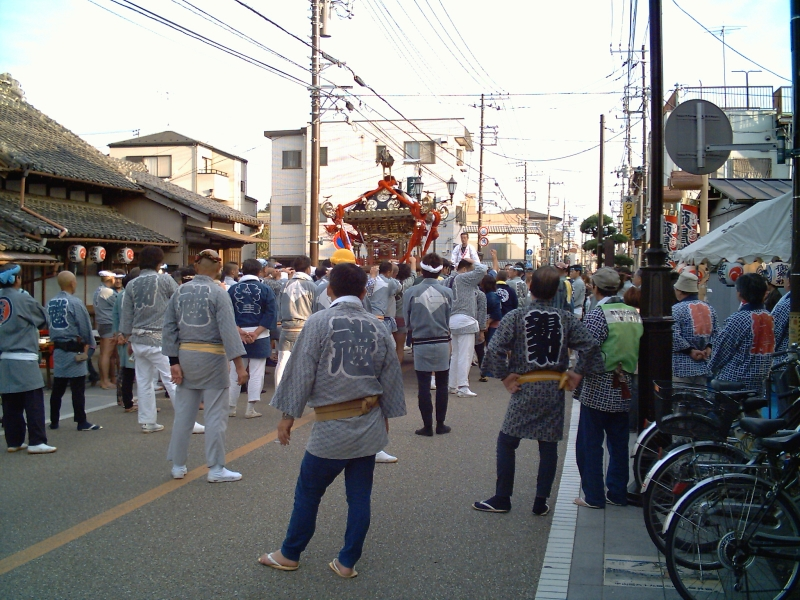
和樂備神社例大祭・2006年10月15日の祭の風景

- 塚越稲荷神社初午祭
毎年3月の第2土曜・日曜に開催。約10トンもする大神輿を担いで蕨市中心地区（旧・中山道付近から塚越稲荷神社）を威勢のいい太鼓のリズムに合わせて市内を練り歩く。
- 和樂備神社例大祭
毎年10月の第3土曜・日曜日に開催。神輿・山車などで和樂備神社近辺を中心に練り歩く秋祭り。
- 宿場まつり
毎年11月3日に開催。旧・中山道を中心に開催される。
- 機まつり
毎年8月初旬に蕨駅西口商店街で開催される。

## ゆかりの人物

### 出身
- 金子徳衛（浦和画家）
- 金子國義（画家）
- 松島茂（文化放送アナウンサー）
- 町亞聖（元日本テレビアナウンサー、報道局キャスター、現・フリーアナウンサー）
- 河本香織（日本テレビ元・アナウンサー、現・PR局宣伝部社員）
- 小島奈津子（元フジテレビアナウンサー、現・フリーアナウンサー）
- 蓮実一隆（元テレビ朝日チーフプロデューサー、現・ビューン社長）
- 鈴木鼓太郎（プロレスラー、全日本プロレス所属）
- 優華（プロレスラー、アイスリボン所属）
- 坂元弥太郎（プロ野球投手、埼玉西武ライオンズ所属）
- 田代雅也（サッカー選手、栃木SC所属）
- 高見沢俊彦（ミュージシャン・THE ALFEEリーダー）
- 美月優（演歌歌手）
- 松井咲子（タレント・ピアニスト、元AKB48メンバー）
- ジャンクフジヤマ（ミュージシャン）
- 前田つばさ（俳優）
- 吉岡秀隆（俳優・ミュージシャン）
- 勝村政信（俳優）
- 枢やな（漫画家）簗緒（やなお）ろく（BL漫画家）
- 真彩希帆（元宝塚歌劇団雪組トップ娘役）
- 田児賢一（バドミントン選手）
- 高梁碧（声優）
- 船堀斉晃（漫画家）
- 星野源 （俳優・ミュージシャン）
- 荒井清和（漫画家）
- 大江健次（お笑い芸人、こりゃめでてーな）
- 阿部未来（お笑い芸人、じぐざぐ）

### 市内在住
- 坂田明（ジャズサックス奏者）
- 小林めぐみ（小説家、主にライトノベルを執筆）
- 北川玲子（漫画家）
- 中井広恵（将棋の女流棋士）

### 蕨市PR大使
- 石原良純（タレント・俳優、中井正広のブラックバラエティの企画#良純関連も参照。）

## 関連した企業の歴史
- 1960年 - 株式会社有井製作所創業（鉄道模型、プラモデルメーカー）創業。2004年に新設子会社のマイクロエースに事業を移管、同社は不動産管理の会社として存続。
- 1962年9月 - 株式会社ツツミ（ジュエリーツツミ）が、蕨市中央で創業（現本社も同じ）。
- 1963年4月 - 株式会社安楽亭が、蕨市塚越に焼肉店安楽亭を創業。
- 1985年2月 - 株式会社オプトエレクトロニクスが、蕨市塚越に本社社屋を建設し本社所在地を移転（現本社も同じ）。
- 1986年4月 - 沖電気工業株式会社が、蕨市中央にソフトウェアの開発拠点となるシステムセンターを建設。
- 1997年7月 - 株式会社キャンドゥが、現在の事業の基幹となった大型路面直営店の第1号店として蕨東口店をオープン。
- 2009年1月 - 有限会社ネオプラスが、女子プロレス団体アイスリボンの同社事業部化にともない、道場兼試合会場のレッスル武闘館を開設。